# سیاهرگ زند زیرین
سیاهرگ زند زیرین یا ورید اولنار (به انگلیسی: Ulnar vein) یکی از دو سیاهرگ های عمقی ساعد دست است که همراستا با ورید رادیال در سطح داخلی ساعد طی مسیر می کند.
به صورت معمول دو ورید اولنار در هر ساعد وجود دارد که در کنار شریان اولنار قرار دارند.
این ورید در تشکیل قوس وریدی سطحی کف دست مشارکت دارد و همراه با ورید رادیال در حفره کوبیتال ورید براکیال را تشکیل می دهند.